# Diogo Almeida
Diogo Rafael Almeida, noto semplicemente come Diogo Almeida (Mortágua, 8 settembre 2000), è un calciatore portoghese, attaccante dell'Académico de Viseu.

## Caratteristiche tecniche
È un centravanti.

## Carriera
Cresciuto nel settore giovanile di Tondela ed Espinho, nel 2017 è stato acquistato dall'Empoli. Con il club toscano ha disputato una stagione con la formazione Primavera prima di passare al Paços Ferreira l'anno successivo.
Ha debuttato fra i professionisti il 3 agosto 2019 in occasione dell'incontro di Taça da Liga vinto ai rigori contro l'Estoril Praia.

## Statistiche
Statistiche aggiornate al 2 settembre 2019.

### Presenze e reti nei club
| Stagione        | Squadra         | Campionato      | Campionato | Campionato | Coppe nazionali | Coppe nazionali | Coppe nazionali | Coppe continentali | Coppe continentali | Coppe continentali | Altre coppe | Altre coppe | Altre coppe | Totale | Totale | Totale |
| Stagione        | Squadra         | Comp            | Pres       | Reti       | Comp            | Pres            | Reti            | Comp               | Pres               | Reti               | Comp        | Pres        | Reti        | Pres   | Reti   |        |
| --------------- | --------------- | --------------- | ---------- | ---------- | --------------- | --------------- | --------------- | ------------------ | ------------------ | ------------------ | ----------- | ----------- | ----------- | ------ | ------ | ------ |
| 2019-2020       | Paços Ferreira  | PL              | 7          | 0          | CP+CdL          | 3+3             | 0               |                    | -                  | -                  |             | -           | -           | 13     | 0      |        |
| Totale carriera | Totale carriera | Totale carriera | 7          | 0          |                 | 6               | 0               |                    | -                  | -                  |             | -           | -           | 13     | 0      |        |